# 塩谷義尾
塩谷 義尾（しおのや よしお）は 下野国塩谷郡の戦国時代の武将。

## 略歴
再興塩谷氏の初代塩谷孝綱の子。大永3年(1523年)11月7日に宇都宮氏と喜連川塩谷氏が和睦した際に、小幡氏の養子になり、乙畑城城主となったと言われている。以後、乙畑城は再興塩谷氏の本拠川崎城の支城として機能した。
永禄2年(1559年)10月に総大将として結城氏の結城晴朝と戦い、住民も含めて3000人もの人々を乙畑城や周辺の山々に篭城させて戦ったものの、壮絶な討死を遂げている。乙畑城記は次のように記す。
「高橋かもん(孫四郎の足を)ひさ口より切て落としたり。孫四郎片足にて暫く戦しかいたてなれハ彼所かっぱと臥たり、かもん首を打落し長刀の先に貫大音上げ敵の大将孫四郎高橋かもん打取ったりと呼ばりたり・・・」

(結城方の武将高橋かもんは、孫四郎の膝より下を切り落とし、片足で戦っていた孫四郎の首を討ち取って、首を自分の長刀(なぎなた)の先に貫き刺して、大将首を取ったと声をあげた)
乙畑城はその際に落城したが、その後、結城勢は撤退したため、義尾の嫡子の義勝を城主として、再び再興塩谷氏の支城として復帰している。

## 参考資料
- 矢板市史編集委員会編 『矢板市史』矢板市、1981年。
- 矢板市教育委員会編 『ふるさと矢板のあゆみ』矢板市、1989年。
- 矢板市郷土文化研究会編 『郷土読本』第2集、矢板市郷土文化研究会、1985年。